# باول جونز
باول جونز (بالإنجليزية: Paul Jones)‏ (9 سبتمبر 1965 بوالسال في المملكة المتحدة - ) هو لاعب كرة قدم بريطاني في مركز الوسط. لعب مع نادي ريكسهام ونادي والسول ووولفرهامبتون واندررز ونادي كيترينغ تاون.